# Mats Eilertsen
Mats Eilertsen (né le 4 mars 1975 à Trondheim) est un guitariste et contrebassiste norvégien de jazz.

## Biographie
Après une formation à Trondheim, Eilertsen étudie de manière approfondie au Conservatoire royal de La Haye. Il collabore à de nombreux albums de musiciens norvégiens et britanniques, notamment pour le Kåre Nymark Collective, Nils Økland, Eldbjørg Raknes, Solveig Slettahjell, Jacob Young ou le groupe Food du saxophoniste anglais Iain Ballamy. Il se produit avec Pat Metheny, Kenny Wheeler, Susanne Abbuehl, Wolfert Brederode et Nils Petter Molvær.
Depuis 2004, il travaille avec son propre groupe Turanga avec Fredrik Ljungkvist (clarinette), Ernst Reijseger (violoncelle) et Thomas Strønen (batterie), dans les quatuors de Thomas Strønen et de Hildegunn Øiseth. À partir de 1997, il a fait partie pendant dix ans du trio de la pianiste Maria Kannegaard ; il a également joué dans les trios des pianistes Håvard Wiik et Alexi Tuomarila. En outre, il a également été bassiste de l'ensemble Tord Gustavsen en tournée de 2008 à 2015.
L'album And Then Comes the Night, sorti le 1er février 2019, est enregistré par le trio de Mats Eilertsen (avec le batteur Thomas Strønen et le pianiste néerlandais Harmen Fraanje). Le lieu d'enregistrement était le studio d'enregistrement Auditorio Stelio Molo à Lugano, le producteur est Manfred Eicher. Le nom de l'album s'inspire d'un roman de l'écrivain islandais Jón Kalman Stefánsson.
Mats Eilertsen sort l'album Hymn for Hope le 26 novembre 2021. L'enregistrement se fait pendant deux jours en décembre 2020 à Oslo et contient 13 chansons. Le saxophoniste Tore Brunborg, le guitariste Thomas T. Dahl et le batteur Hans Hulbækmo y participent.
Mats Eilertsen vit proche de la nature dans un village près d'Oslo. 

## Discographie notable
- 2005 : Turanga (Aim Records)
- 2006 : Flux (Aim Records)
- 2011 : Skydive (Hubro, avec Tore Brunborg, Alexi Tuomarila, Thomas T. Dahl, Olavi Louhivuori)
- 2016 : Rubicon (ECM, avec Eirik Hegdal, Trygve Seim, Harmen Fraanje, Rob Waring, Thomas T. Dahl, Olavi Louhivuori)[6]
- 2019 : And Then Comes the Night (ECM)
- 2019 : Reveries and Revelations (Hubro, solo et duos avec Arve Henriksen, Eivind Aarset, Geir Sundstøl, Per Oddvar Johansen, Thomas Strønen)
- 2021 : Hymn For Hope (avec Tore Brunborg, Thomas T. Dahl, Hans Hulbækmo)